# Amore disperato (film)
Amore disperato è un cortometraggio del 2017 diretto da Paolo Sassanelli.

## Trama
Una giovane coppia di fidanzati del Sud Italia vuole lavorare nel mondo della musica. Per farlo, dovranno vedersela con la difficile situazione della loro terra.

## Distribuzione
Il cortometraggio è stato presentato il 29 luglio 2017 al CineMaratea.

## Riconoscimenti
- 2017 - Asti Film Festival
  - Miglior regia
  - Migliore attrice (Fabrizia Sacchi)